# Championnat du monde de hockey sur glace 1947
Navigation
Suisse 1939 Suède 1949
Le quatorzième championnat du monde de hockey sur glace et par la même occasion le vingt-cinquième championnat d'Europe a eu lieu du 15 au 23 février 1947 à Prague en Tchécoslovaquie (aujourd'hui en République tchèque).

## Contexte
C'est le premier tournoi depuis la fin de la Seconde Guerre mondiale. Huit nations ont participé au tournoi et c'est la première fois que le Canada ne participe pas, pour imposer sa définition de l'amateurisme.
les règlements évoluent depuis les derniers championnats et se rapprochent alors de ceux en vigueur aujourd'hui : introduction des trois périodes de vingt minutes, de la ligne de but et la ligne rouge centrale, des cages de 1,83 m sur 1,22 m et du tir de pénalité. On note également la disparition des pénalités de une ou de trois minutes, simplifiées en durée de 2 minutes, 5 minutes et 10 minutes.

## Formule
Le tournoi consiste en une série de confrontations entre les équipes au sein d'une poule unique.

## Résultats des matchs
| 15 février - Autriche 10-2 Pologne - Tchécoslovaquie 23-1 Roumanie - Suède 4-4 Suisse 16 février - Suède 24-1 Belgique - Pologne 6-0 Roumanie - États-Unis 4-3 Suisse 17 février - Autriche 14-5 Belgique - Suisse 13-3 Roumanie - Suède 4-1 États-Unis | 18 février - Tchécoslovaquie 13-5 Autriche - États-Unis 13-2 Belgique - Suède 5-3 Pologne 19 février - Autriche 6-5 États-Unis - Suède 15-3 Roumanie - Tchécoslovaquie 12-0 Pologne - Suisse 12-2 Belgique 20 février - États-Unis 15-3 Roumanie - Pologne 11-1 Belgique - Tchécoslovaquie 6-1 Suisse | 21 février - Autriche 12-1 Roumanie - États-Unis 3-2 Pologne - Tchécoslovaquie 24-0 Belgique 22 février - Roumanie 6-4 Belgique - Suisse 5-0 Autriche - Tchécoslovaquie 1-2 Suède 23 février - Suisse 9-3 Pologne - Autriche 2-1 Suède - Tchécoslovaquie 6-1 États-Unis |

## Bilan
La victoire de la Suède contre l'autre équipe invaincue, la Tchécoslovaquie, lors de l'avant dernière journée, semble lui assurer le titre mondial. Mais le lendemain, l'Autriche remporte son match 2 à 1 face à Suède et offre ainsi à la Tchécoslovaquie son premier titre mondial.

### Classement final
| #      | Équipe          | PJ | V | N | D | BP | BC  | Diff | Pts |
| ------ | --------------- | -- | - | - | - | -- | --- | ---- | --- |
| Or     | Tchécoslovaquie | 7  | 6 | 0 | 1 | 85 | 10  | +75  | 12  |
| Argent | Suède           | 7  | 5 | 1 | 1 | 55 | 15  | +40  | 11  |
| Bronze | Autriche        | 7  | 5 | 0 | 2 | 49 | 32  | +17  | 10  |
| 4      | Suisse          | 7  | 4 | 1 | 2 | 47 | 22  | +25  | 9   |
| 5      | États-Unis      | 7  | 4 | 0 | 3 | 42 | 26  | +16  | 8   |
| 6      | Pologne         | 7  | 2 | 0 | 5 | 27 | 40  | -13  | 4   |
| 7      | Roumanie        | 7  | 1 | 0 | 6 | 17 | 88  | -71  | 2   |
| 8      | Belgique        | 7  | 0 | 0 | 7 | 15 | 104 | -89  | 0   |

| #      | Équipe          |
| ------ | --------------- |
| Or     | Tchécoslovaquie |
| Argent | Suède           |
| Bronze | Autriche        |
| 4      | Suisse          |
| 5      | Pologne         |
| 6      | Roumanie        |
| 7      | Belgique        |

### Médaillés
Voici l'alignement complet des médaillés du tournoi :
| Champions du mondeTchécoslovaquie | Miroslav Bouzek, Jaroslav Drobný, Jaroslav Jarkovský, Stanislav Konopásek, Josef Kus, Bohumil Modrý, František Pácalt, Miroslav Pokorný, Václav Roziňák, Miroslav Slama, Karel Stibor, Vilibald Šťovík, Ladislav Troják, Josef Trousílek, Vladimír Zábrodský Entraîneur : Mike Buckna |

| ArgentSuède | Åke Andersson, Sigge Boström, Rolf Eriksson, Hans Hjelm, Arne Johansson, Erik Johansson, Rune Johansson, Gunnar Landelius, Charles Larsson, Lars Ljungman, Birger Nilsson, Holger Nurmela, Åke Olsson, Bror Pettersson, Rolf Pettersson Entraîneur : Sten Ahner |

| BronzeAutriche | Franz Csöngei, Friedrich Demmer, Felix Egger, Egon Engel, Walter Feistritzer, Adolf Hafner, Alfred Huber, Oskar Nowak, Johann Schneider, Gerhard Springer, Willibald Stanek, Fritz Walter, Helfried Winger, Josef Wurm, Rudolph Wurmbrand, Franz Zehetmeyer Entraîneur : ? |